# 鐵板燒 (電影)
《鐵板燒》是1984年上映的一部香港喜劇電影，由許冠文執導，鄒文懷監製，葉倩文、車保羅、盧海鵬、葉麗儀主演。於1984年1月26日於香港新年賀歲檔期首映，位列該年香港票房第八位；是許冠文繼1981年《摩登保鑣》打破香港票房紀錄之後的首部作品，亦是許氏兄弟於1980年代單飛發展的開始。電影外景在菲律賓的海島拍攝，視覺笑點包括廚房打鬥、網球場打鬥場面，在的士高內許冠文跳獨腳舞，唱出〈Only You〉（比羅家英的《西遊記》版本早十年）等。惜缺少了許冠英、許冠傑的參與，而黎小田和葉麗儀亦沒有譜寫或獻唱主題曲，讓影迷留下遺憾。《鐵板燒》於1985年11月2日在日本上映，戲名《新Mr Boo! 鐵板燒》，頗受日本觀眾歡迎。
1984年《鐵板燒》於瑞士國際喜劇節參展，許冠文從差利·卓別靈的遺孀手中獲得榮譽表揚獎；本片亦於1985年入圍第4屆香港電影金像獎最佳劇本及最佳男演員兩項提名。

## 劇情
日本料理厨师阿黄（许冠文 饰）廚藝不錯，最拿手是在烹飪過程中加入雜技表演，喜歡邊烹調邊結識女顧客。阿黃的性格好色，亦怕老婆（邹美仪 饰）。阿黃和年纪老迈的爷爷（許英秀 飾）住在凶猛岳父（卢海鹏 饰）的家中。岳父是餐厅老板，阿黄受到太太的监管，并受到岳父的欺凌。一天，阿黄的梦中情人施施（叶倩文 饰）出现在餐厅中，阿黄展开追求，相约施施同往菲律宾偷情，而旅途中遇到太太、太太的好友（葉麗儀 飾）和岳父的追捕。

## 演員表
| 演員   | 角色     |
| ------ | -------- |
| 許冠文 | 阿黄     |
| 葉麗儀 | Shirley  |
| 盧海鵬 | 岳父     |
| 葉倩文 | 施施     |
| 車保羅 | Che      |
| 黎小田 | Piarre   |
| 鄒美儀 | 阿黄老婆 |
| 許英秀 | 阿黄爺爺 |

## 獎項
| 年份 | 頒獎典禮            | 獎項       | 名字   | 結果 |
| ---- | ------------------- | ---------- | ------ | ---- |
| 1985 | 第4屆香港電影金像獎 | 最佳劇本   | 許冠文 | 提名 |
| 1985 | 第4屆香港電影金像獎 | 最佳男演員 | 許冠文 | 提名 |
| 1985 | 第4屆香港電影金像獎 | 十大華語片 |        | 獲獎 |

## 外部連結
- 香港影庫上《鐵板燒》的資料（繁體中文）
- 豆瓣电影上《鐵板燒》的資料 （简体中文）
- 时光网上《鐵板燒》的資料（简体中文）
- AllMovie上《鐵板燒》的资料（英文）
- 爛番茄上《鐵板燒》的資料（英文）
- 互联网电影数据库（IMDb）上《鐵板燒》的资料（英文）